# Robert Thirsk
Robert Brent "Bob" Thirsk, OBC (nascut el 17 d'agost de 1953) és un enginyer i físic canadenc, i anterior astronauta de l'Agència Espacial Canadenca. Manté el rècord com el canadenc que amb el vol espacial més llarg (187 dies i 20 hores) i el major temps a l'espai (204 dies i 18 hores). El Tinent Governador de la Colúmbia Britànica el va incloure en l'Ordre de la Colúmbia Britànica (OBC) en el 2012.